# Orxines
Orxines is een geslacht van Phasmatodea uit de familie Diapheromeridae. De wetenschappelijke naam van dit geslacht is voor het eerst geldig gepubliceerd in 1875 door Carl Stål.

## Soorten
Het geslacht Orxines omvat de volgende soorten:
- Orxines granulosus (Redtenbacher, 1908)
- Orxines mirabilis (Redtenbacher, 1908)
- Orxines rugulosus (Redtenbacher, 1908)
- Orxines semperi (Stål, 1877)
- Orxines xiphias (Westwood, 1859)